# Sundhed
 "Helse" omdirigeres hertil. For andre betydninger af Helse, se Helse (flertydig).
 Der er for få eller ingen kildehenvisninger i denne artikel, hvilket er et problem. Du kan hjælpe ved at angive troværdige kilder til de påstande, som fremføres i artiklen.

Sundhed er et bredt begreb, som dækker over tilstande og aktiviteter vedrørende menneskets velvære – såvel fysisk som mental velvære. Feltet spænder fra etablerede lægevidenskabelige discipliner til alternative behandlingsmetoder.
Begrebet kan også deles op i fysisk og psykisk sundhed.
WHO definerede begrebet i 1970'erne og i forbindelse med programmet ”Sundhed for Alle år 2000”: ”Sundhed er ikke blot frihed for sygdom, men størst mulig fysisk, psykisk og socialt velbefindende”. Man har indvendt imod den definition, at den lige så godt kunne være en forklaring af, hvad lykke er. Derfor er sundhed det nødvendige sammenligningsgrundlag for at forstå, hvad sygdom er. Kun på den baggrund er det muligt at skelne mellem ubehagelige sider af et sundt liv og egentlig sygdom.
En økologisk måde at beskrive sundhed på kunne være følgende: Sundhed er på den ene side evnen til at fastholde krop og sind i homøostatisk balance over for omgivelserne, men på den anden side også evnen til at kunne skifte tilstand og etablere balance på et nyt grundlag.
Begrebet helse anvendes som synonym for sundhed, men har til tider mere "alternative" konnotationer.
Sundhed og kost er to nært forbundne begreber, da kosten er en afgørende faktor for sundhed. I Danmark har Fødevarestyrelsen fastsat 10 officielle kostråd, som sikrer, at kroppen får dækket behovet for vitaminer, mineraler og andre vigtige næringsstoffer, samt holde en sund vægt. Hovedparten af den danske befolkning kan med fordel leve efter kostrådene, hvis de vil spise sundt.
Motion er en anden vigtigt faktor for sundhed, og Sundhedsstyrelsen anbefaler, at man hver dag rører sig i mindst 30 minutter. Dette behøver dog ikke kun at være decideret motion, ud af de 30 minutter tæller 10 minutters fysisk aktivitet, såsom rengøring og gang på trapper i stedet for elevatoren, også med.

## Eksterne Links
- Slip angsten: Sundhed og angst.
- World sundhed. Kort Arkiveret 6. august 2010 hos  Wayback Machine
- Fødevarestyrelsen Arkiveret 24. september 2015 hos  Wayback Machine
- Sundhedsstyrelsen